# Vicherey
Vicherey est une commune française située dans le département des Vosges, en région Grand Est.

## Géographie

### Situation
La situation géographique de Vicherey peut être abordée en s’inspirant des mots de son ancien maire, Roger Wadier, avec son autorisation, mots figurant dans la préface d’un ouvrage intitulé Vicherey 1790.
Vicherey est située au cœur d’une petite région à laquelle sa spécificité géographique a valu dans le milieu des années 1960 la dénomination de Haut-Saintois.
Ce village a une conformation fréquente en Lorraine, en forme de croix latine, qui s’abrite d’est en ouest contre le versant nord d’une petite vallée où coule l’Aroffe, très modeste rivière qu’un caprice géologique fait disparaître dans le sous-sol karstique de la jolie vallée des « Prés-aux-Bois », à une dizaine de kilomètres de là, tandis que tout près, le village de Beuvezin en amont et de Pleuvezain en aval, pronostiquent de temps immémoriaux la bise venant de l’est ou la pluie venant de l’ouest.
Vicherey est une commune excentrée et, bien que située sur l’axe prestigieux Sion-Domrémy, loin de toute localité d’importance : 25 km de Neufchâteau, 22 km de Mirecourt, 50 km de Nancy, 40 km de Toul…

### Géologie et relief
La commune se compose de 37,40 hectares de territoires artificialisés (6,29 %), 496,27 hectares de territoires agricoles (83,41 %) et 61,19 hectares de forêts et milieux semi-naturels (10,28 %).
Espaces naturels : Coteaux à l'Est de Vicherey. Son environnement est fait de prairies qui se nourrissent dans l’argile profonde, et de vergers de mirabelliers qui s’étagent sur les collines.
Sa vieille église romane domine le village depuis ses 420 m d’altitude et, depuis ce plateau, on devine au nord la grande forêt de Saint-Amon par delà la vallée suspendue des trois Tramont (Tramont-Saint-André, Tramont-Emy, Tramont-Lassus), et un horizon de côtes où se découpent à l’ouest les profils de la Côte Saint-Jean (494 m), du Haut de Bouleau (468 m) et du Grand Mont (478 m).

### Communes limitrophes
Les communes limitrophes sont Beuvezin, Tramont-Émy, Tramont-Lassus, Tramont-Saint-André, Maconcourt, Pleuvezain, Rainville et Soncourt.

### Hydrographie et les eaux souterraines
Hydrogéologie et climatologie : Système d’information pour la gestion des eaux souterraines du bassin Rhin-Meuse :
Territoire communal : Occupation du sol (Corinne Land Cover); Cours d'eau (BD Carthage),
Géologie : Carte géologique; Coupes géologiques et techniques,
 Hydrogéologie : Masses d'eau souterraine; BD Lisa; Cartes piézométriques.
La commune est située dans le bassin versant de la Meuse au sein du bassin Rhin-Meuse. Elle est drainée par le ruisseau le Vicherey et le ruisseau de Sauniaye,.

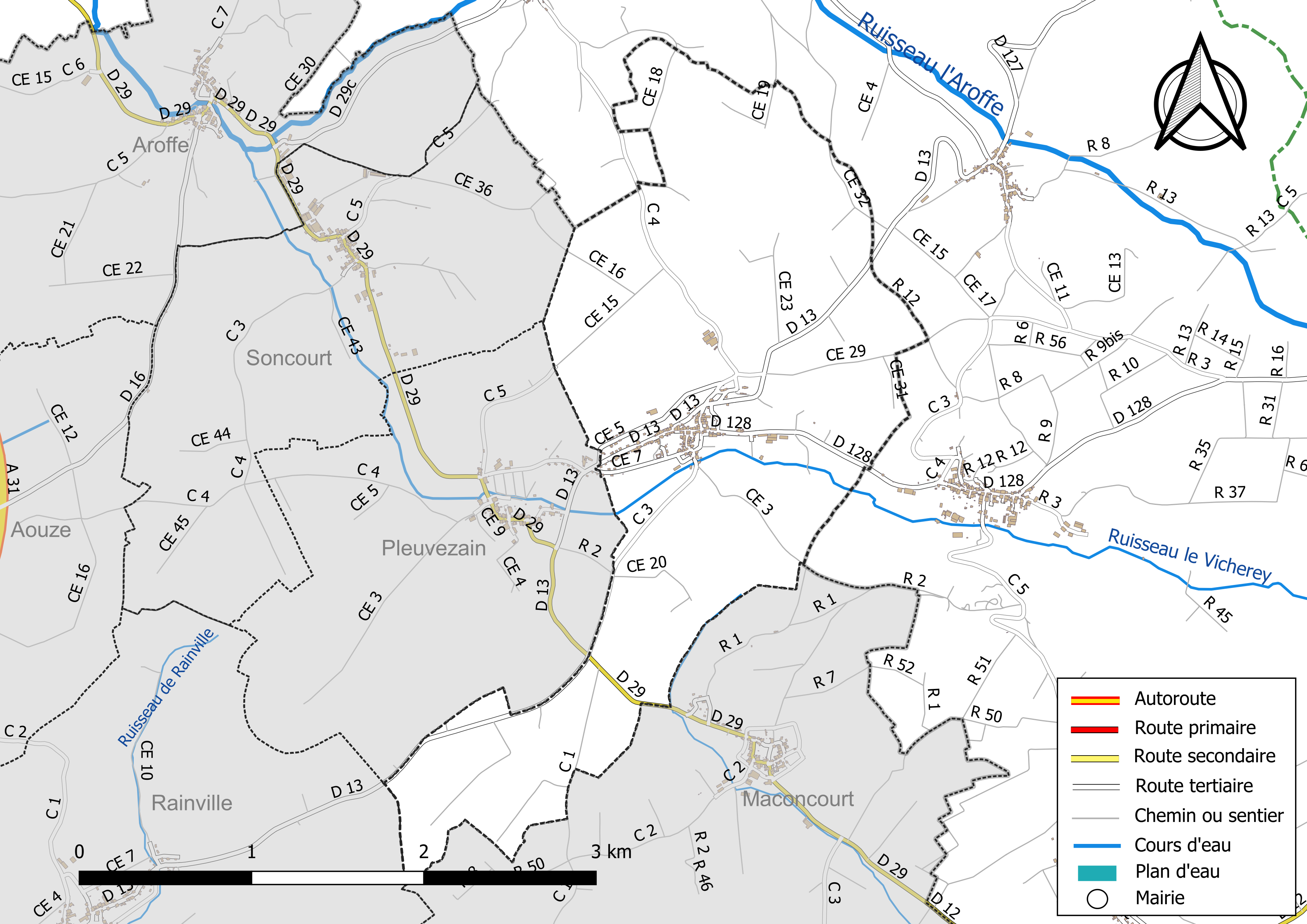
Réseaux hydrographique et routier de Vicherey.

La qualité des cours d’eau peut être consultée sur un site dédié géré par les agences de l’eau et l’Agence française pour la biodiversité.

### Climat
Pour des articles plus généraux, voir Climat du Grand Est et Climat des Vosges.
En 2010, le climat de la commune est de type climat de montagne, selon une étude du Centre national de la recherche scientifique s'appuyant sur une série de données couvrant la période 1971-2000. En 2020, Météo-France publie une typologie des climats de la France métropolitaine dans laquelle la commune est exposée à un climat océanique altéré et est dans la région climatique  Lorraine, plateau de Langres, Morvan, caractérisée par un hiver rude (1,5 °C), des vents modérés et des brouillards fréquents en automne et hiver. 
Pour la période 1971-2000, la température annuelle moyenne est de 9,4 °C, avec une amplitude thermique annuelle de 16,6 °C. Le cumul annuel moyen de précipitations est de 927 mm, avec 12,7 jours de précipitations en janvier et 9,7 jours en juillet. Pour la période 1991-2020, la température moyenne annuelle observée sur la station météorologique de Météo-France la plus proche, « Rollainville », sur la commune de Rollainville à 15 km à vol d'oiseau, est de 10,3 °C et le cumul annuel moyen de précipitations est de 860,3 mm. 
La température maximale relevée sur cette station est de 39,6 °C, atteinte le 25 juillet 2019 ; la température minimale est de −18,2 °C, atteinte le 20 décembre 2009,,. 
Les paramètres climatiques de la commune ont été estimés pour le milieu du siècle (2041-2070) selon différents scénarios d'émission de gaz à effet de serre à partir des nouvelles projections climatiques de référence DRIAS-2020. Ils sont consultables sur un site dédié publié par Météo-France en novembre 2022.

## Urbanisme

### Typologie
Au 1er janvier 2024, Vicherey est catégorisée commune rurale à habitat très dispersé, selon la nouvelle grille communale de densité à sept niveaux définie par l'Insee en 2022.
Elle est située hors unité urbaine et hors attraction des villes,.

### Occupation des sols
L'occupation des sols de la commune, telle qu'elle ressort de la base de données européenne d’occupation biophysique des sols Corine Land Cover (CLC), est marquée par l'importance des territoires agricoles (83,2 % en 2018), une proportion identique à celle de 1990 (83,2 %). La répartition détaillée en 2018 est la suivante : 
terres arables (43,7 %), prairies (39,6 %), forêts (10,4 %), zones urbanisées (6,3 %). L'évolution de l’occupation des sols de la commune et de ses infrastructures peut être observée sur les différentes représentations cartographiques du territoire : la carte de Cassini (XVIIIe siècle), la carte d'état-major (1820-1866) et les cartes ou photos aériennes de l'IGN pour la période actuelle (1950 à aujourd'hui).

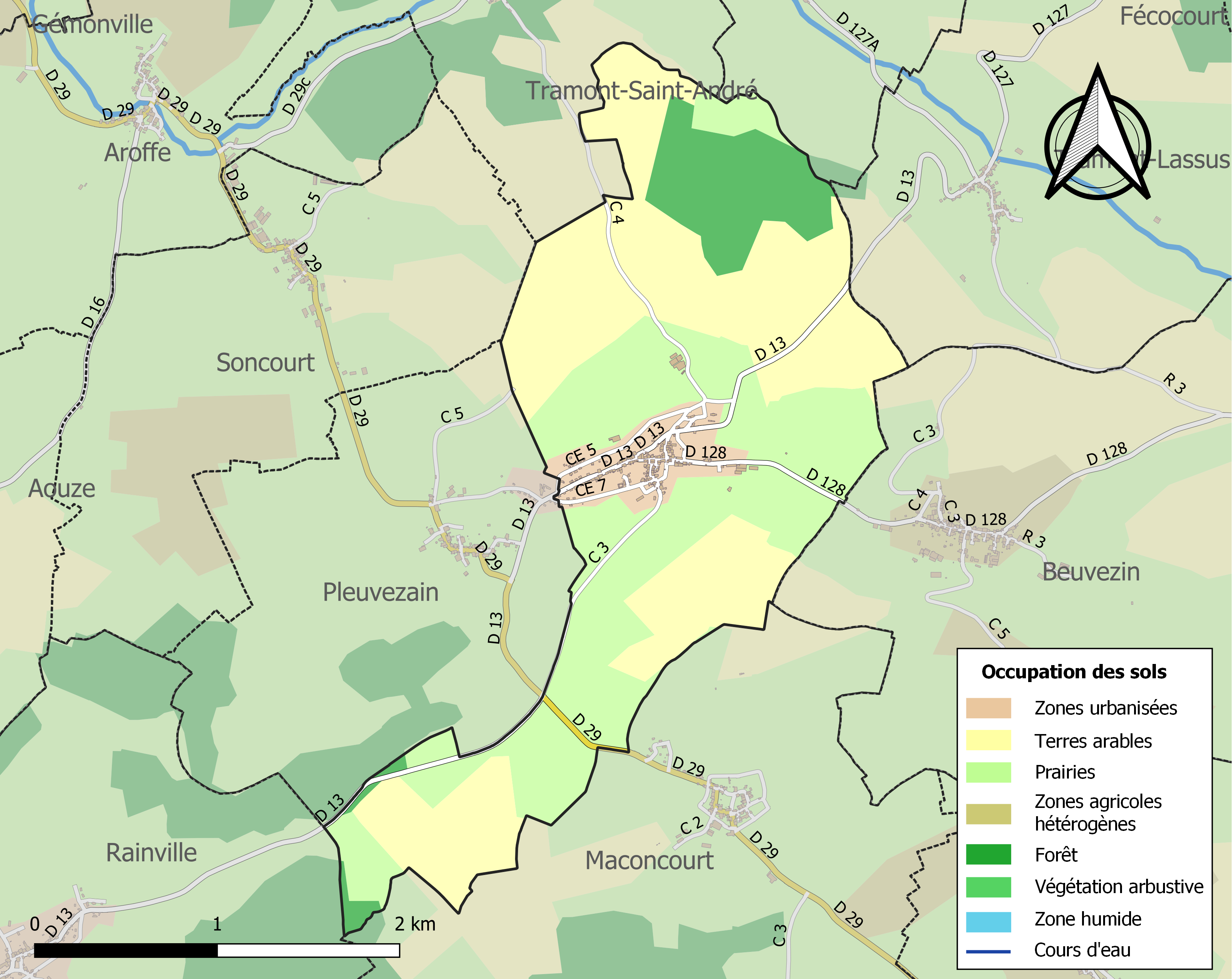
Carte des infrastructures et de l'occupation des sols de la commune en 2018 (CLC).

### Voies de communications et transports

#### Voies routières
- A31 (aussi appelée autoroute de Lorraine-Bourgogne). Échangeurs Châtenois, Colombey-les-Belles, Bulgnéville.

#### Transports en commun

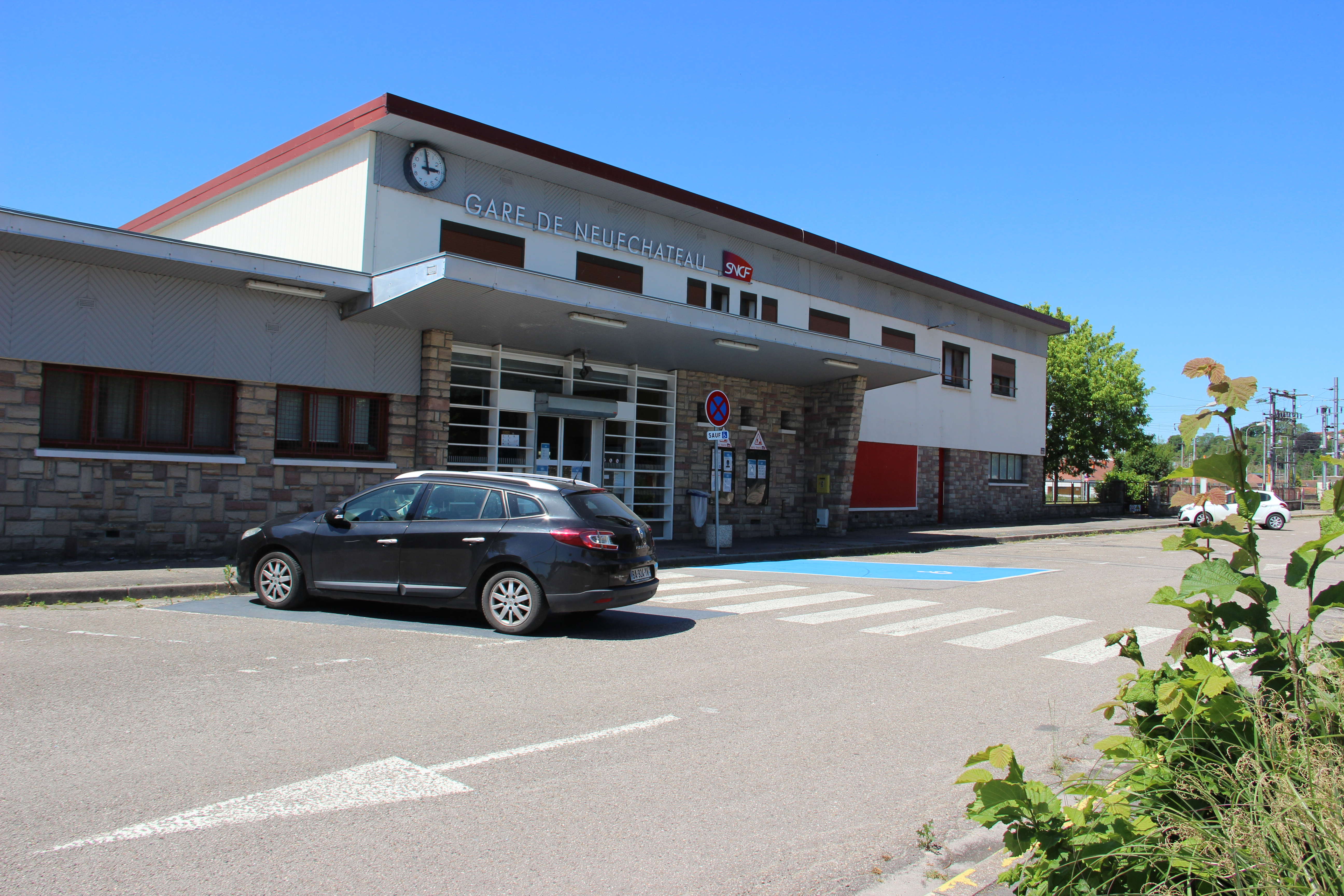
Gare de Neufchâteau.

- Fluo Grand Est.

#### Lignes SNCF
- Gare de Neufchâteau

#### Transports aériens
- L'Aéroport d'Épinal-Mirecourt « Vosges Aéroport ».

À partir de l'été 2021, l’aéroport d’Épinal-Mirecourt est devenu le "pélicandrome" de la Zone Est et servira ainsi de base de ravitaillement et d’intervention pour les avions bombardiers d’eau connus sous le nom de Dash 8.
- Aéroport de Nancy-Essey.

## Toponymie
Viskeriacum (Domaine de Viskerius) - Vicus Regius - Villam Regiam (804)[réf. nécessaire].
Au cours de la Révolution française, la commune porte le nom de Bourg-de-l'Unité.
Ses habitants sont appelés les Viscariens[réf. nécessaire].

## Histoire
C’est peut-être son caractère excentré qui, au fil des aléas du temps, en a fait un bourg d’importance, non pas tant par sa démographie que par la richesse de son occupation et de son histoire…
Gallo-romaine quand l’agglomération s’appelait Viskerium ou Viskeriacum. Dénomination qui, avec son radical « sk », pourrait renvoyer à une occupation beaucoup plus ancienne, gauloise quand Toul était la capitale des Leuques, voire plus antérieure encore…
La cité est mérovingienne quand le roi Dagobert I y venait dans le palais qu’il y possédait et qu’il offrit, en 651[réf. nécessaire], à l’évêque de Toul Théofred ou Teutfrid. Ce don au chapitre de la cathédrale Saint-Étienne donna naissance à la prévôté-châtellenie de Vicherey.
Au Moyen Âge, le chapitre de Toul a érigé un château à l’emplacement de l’ancien palais de Dagobert. Ce château fut l’objet de nombreux sièges, dont celui, victorieux, de Charles le Téméraire qui s’en empara en 1475, jusqu’au dernier en 1635, pendant la guerre de Trente Ans, au cours de laquelle les Français et leurs alliés les Suédois anéantirent l’édifice. Il ne resta plus qu’une partie du donjon, rasée au milieu du XIXe siècle, la tour de l’église actuelle et la chapelle, devenue église paroissiale après avoir été surélevée et fortifiée.
Bien que variable au fil du temps, voici une liste des communes comprises dans la prévôté de Vicherey : Tranqueville, Maconcourt, Pleuvezain, Soncourt, Aroffe, Beuvezin, Tramont-Lassus, Tramont-Émy, Tramont-Saint-André.
Sous la Révolution, la prévôté de Vicherey fut coupée en deux entre la Meurthe (aujourd'hui Meurthe-et-Moselle) et les Vosges, lors de la création des départements en 1790. Vicherey fut choisi comme chef-lieu d'un canton regroupant les communes de Tranqueville, Morelmaison, Saint-Paul, Dommartin, Rainville, Maconcourt, Pleuvezain, Soncourt, Aroffe et Aouze.
Le canton de Vicherey fut absorbé par celui de Châtenois en 1800 (?).
L. Martin présente une intéressante étude historique de Vicherey.

## Politique et administration
La commune de Vicherey fait partie de deux Sivom (syndicat intercommunal à vocation multiple) pour l'eau et les écoles.
Elle adhère depuis 1992 à l'Epci (établissement public de coopération intercommunale) « Pays de Colombey et du Sud Toulois » dont la vocation est de promouvoir les potentialités touristiques et de lutter contre la désertification du milieu rural.

### Budget et fiscalité 2023

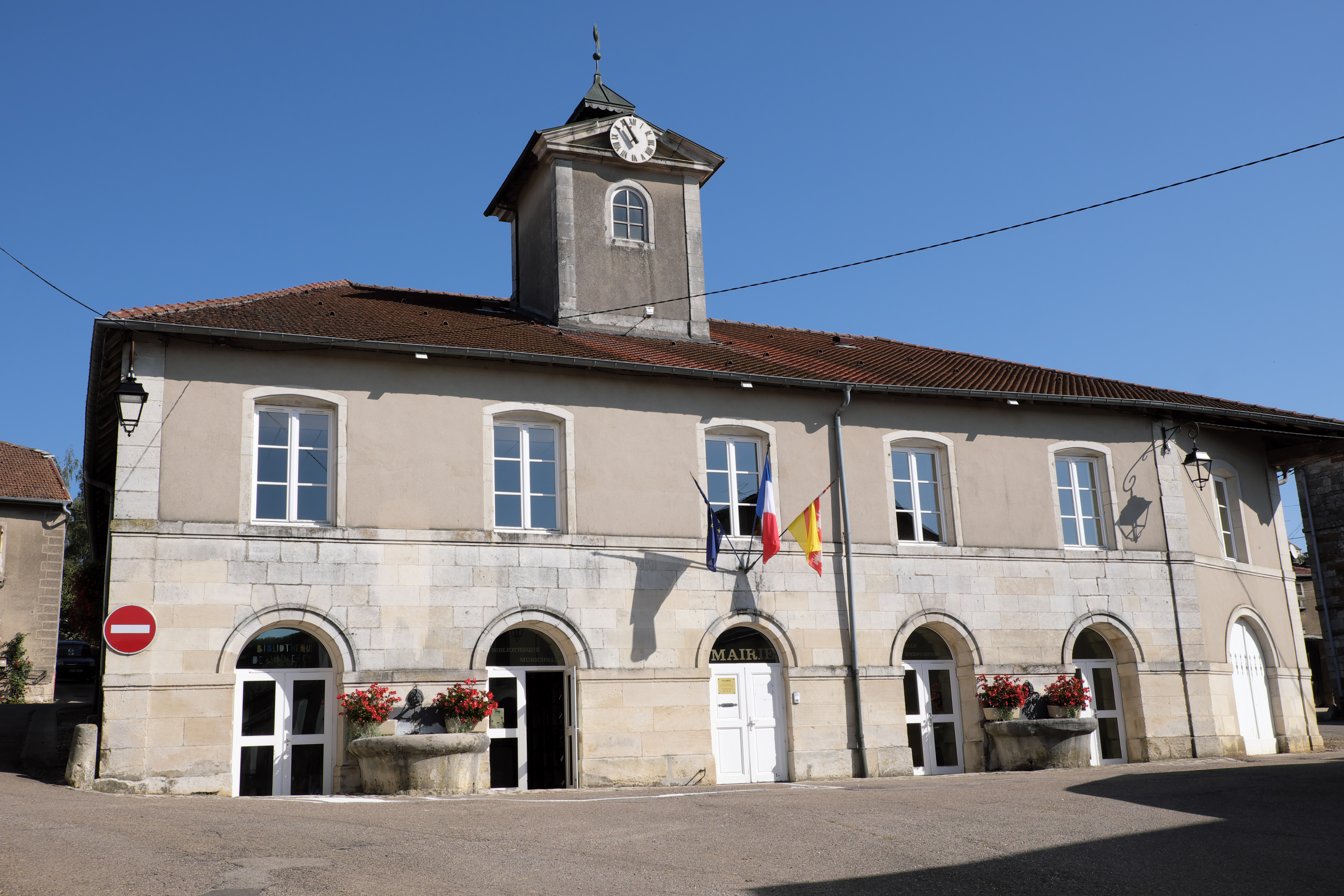
Façade sud de la mairie.

En 2023, le budget de la commune était constitué ainsi :
- total des produits de fonctionnement : 266 000 €, soit 1 378 € par habitant ;
- total des charges de fonctionnement : 170 000 €, soit 881 € par habitant ;
- total des ressources d'investissement : 35 000 €, soit 181 € par habitant ;
- total des emplois d'investissement : 106 000 €, soit 551 € par habitant ;
- endettement : 205 000 €, soit 1 063 € par habitant.

Avec les taux de fiscalité suivants :
- taxe d'habitation : 12,68 % ;
- taxe foncière sur les propriétés bâties : 47,02 % ;
- taxe foncière sur les propriétés non bâties : 32,15 % ;
- taxe additionnelle à la taxe foncière sur les propriétés non bâties : 0,00 % ;
- cotisation foncière des entreprises : 0,00 %.

Chiffres clés Revenus et pauvreté des ménages en 2021 : médiane en 2021 du revenu disponible, par unité de consommation : 19 810 €.

### Liste des maires
| Période                                  | Période    | Identité                  | Étiquette | Qualité             |
| ---------------------------------------- | ---------- | ------------------------- | --------- | ------------------- |
| Les données manquantes sont à compléter. |            |                           |           |                     |
| 1900                                     | 1908       | Gustave Tocquard          |           |                     |
| 1908                                     | 1912       | Emile Vuillemin           |           |                     |
| 1912                                     | 1929       | Gustave Tocquard          |           |                     |
| 1929                                     | 1947       | Léon Bégin                |           | Agriculteur         |
| 1947                                     | 1953       | Amédée Henrion            |           | Agriculteur         |
| 1953                                     | 1955       | A. Thiébaut               |           |                     |
| 1955                                     |            | Amédée Henrion            |           | Agriculteur         |
| Les données manquantes sont à compléter. |            |                           |           |                     |
|                                          |            | Maurice Perry             |           | Boucher-charcutier  |
| mars 1977                                | mars 2001  | Roger Wadier (né en 1936) |           | Directeur d'école   |
| mars 2001                                | avril 2014 | Jean-Marie Claude         | DVD       | Facteur             |
| avril 2014                               | 2020       | Christian France          |           | Enseignant retraité |
| 2020                                     | En cours   | Alain Abscheidt           |           | [ 27 ]              |

## Population et société

### Démographie

#### Évolution démographique
L'évolution du nombre d'habitants est connue à travers les recensements de la population effectués dans la commune depuis 1793. Pour les communes de moins de 10 000 habitants, une enquête de recensement portant sur toute la population est réalisée tous les cinq ans, les populations de référence des années intermédiaires étant quant à elles estimées par interpolation ou extrapolation. Pour la commune, le premier recensement exhaustif entrant dans le cadre du nouveau dispositif a été réalisé en 2006.

En 2022, la commune comptait 158 habitants, en évolution de −15,51 % par rapport à 2016 (Vosges : −2,96 %, France hors Mayotte : +2,11 %).
| 1793 | 1800 | 1806 | 1821 | 1831 | 1836 | 1841 | 1846 | 1856 |
| ---- | ---- | ---- | ---- | ---- | ---- | ---- | ---- | ---- |
| 450  | 427  | 482  | 516  | 541  | 545  | 488  | 502  | 438  |

| 1861 | 1866 | 1876 | 1881 | 1886 | 1891 | 1896 | 1901 | 1906 |
| ---- | ---- | ---- | ---- | ---- | ---- | ---- | ---- | ---- |
| 446  | 439  | 436  | 427  | 424  | 416  | 388  | 370  | 335  |

| 1911 | 1921 | 1926 | 1931 | 1936 | 1946 | 1954 | 1962 | 1968 |
| ---- | ---- | ---- | ---- | ---- | ---- | ---- | ---- | ---- |
| 318  | 256  | 251  | 241  | 251  | 219  | 184  | 185  | 204  |

| 1975 | 1982 | 1990 | 1999 | 2006 | 2011 | 2016 | 2021 | 2022 |
| ---- | ---- | ---- | ---- | ---- | ---- | ---- | ---- | ---- |
| 205  | 228  | 213  | 176  | 181  | 159  | 187  | 174  | 158  |

### Enseignement
Établissements d'enseignements :
- Écoles maternelles et primaires à Pleuvezain, Rainville, Gironcourt-sur-Vraine, Oëlleville, Favières.

École intercommunale et interdépartementale de quatre classes.
- Collèges à Châtenois, Vézelise, Colombey-les-Belles, Mirecourt, Neufchâteau.
- Lycées à Mirecourt, Neufchâteau, Mandres-sur-Vair.

### Santé
Professionnels et établissements de santé : 
- Maison de Santé (trois médecins, un dentiste, deux masseurs-kinésithérapeutes, trois infirmières, une diététicienne, une pédicure-podologue et une psychologue).
- Pharmacie.

### Cultes
- Culte catholique, Paroisse Saint-Jean-Baptiste-au-Pays-de-Châtenois[33], Diocèse de Saint-Dié.

Cure.

## Économie

### Entreprises et commerces
À ce jour, l'activité de Vicherey est la suivante :

#### Agriculture
- Élevage de vaches laitières.
- Élevage d'autres bovins et de buffles.

#### Tourisme
- Hébergements et restauration à Rouvres-en-Xaintoix, Châtenois, Goviller, Mirecourt, Alain, Neufchâteau, Vittel.

#### Commerces et services
- Commerces et services de proximité[35].
- Antenne vétérinaire (deux vétérinaires).
- Point Poste.
- Centre de secours et d’incendie (trois véhicules).
- Différents artisans (bâtiment, automobile, menuisier…).
- Supérette, boulangerie.

Ont récemment disparu deux cafés et une boulangerie ; moins récemment, la boucherie, l'épicerie, l'auto-école, etc.

### Activités culturelles et sportives
- Club de football.

## Culture locale et patrimoine

### Lieux et monuments

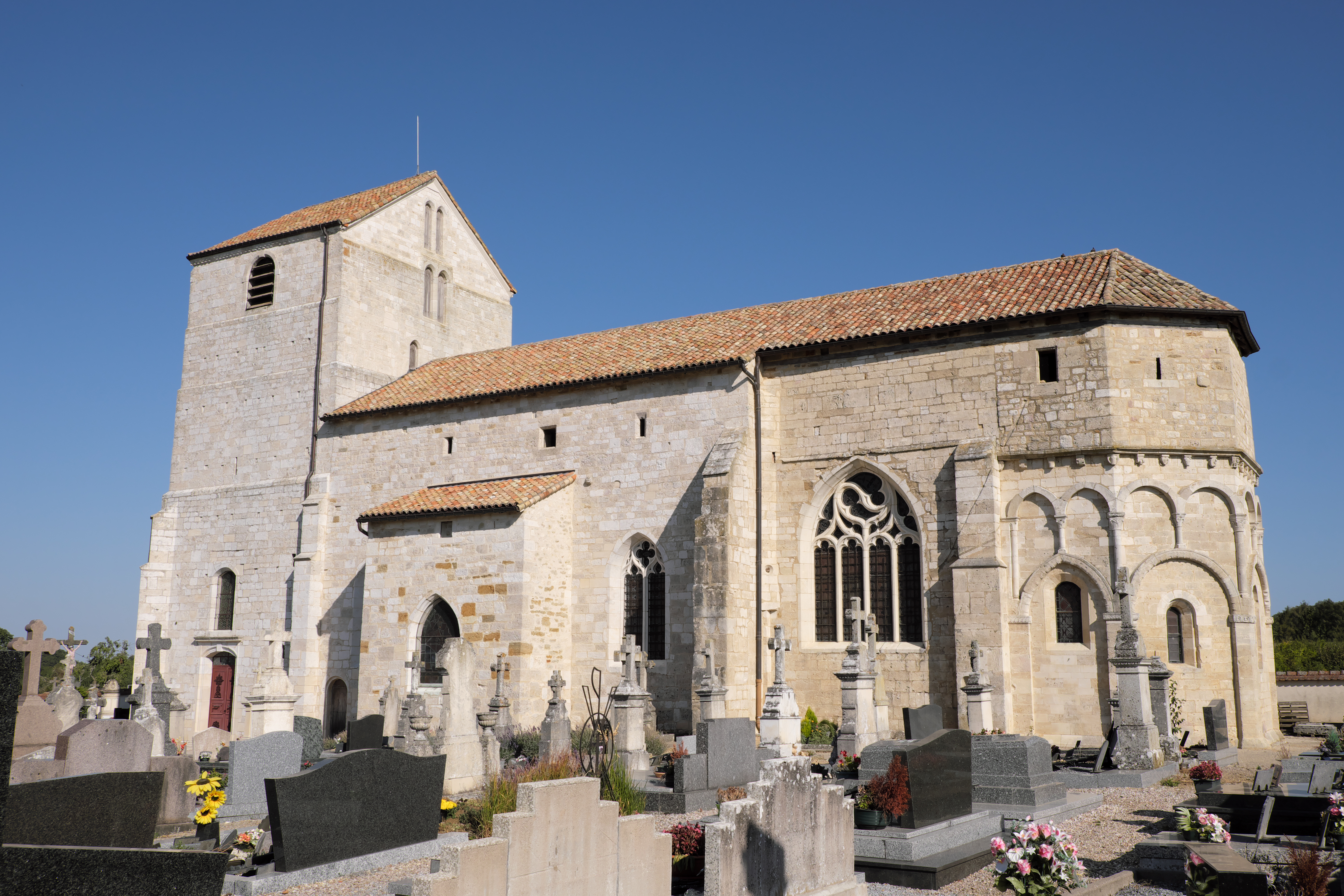
Église Saint-Rémy.
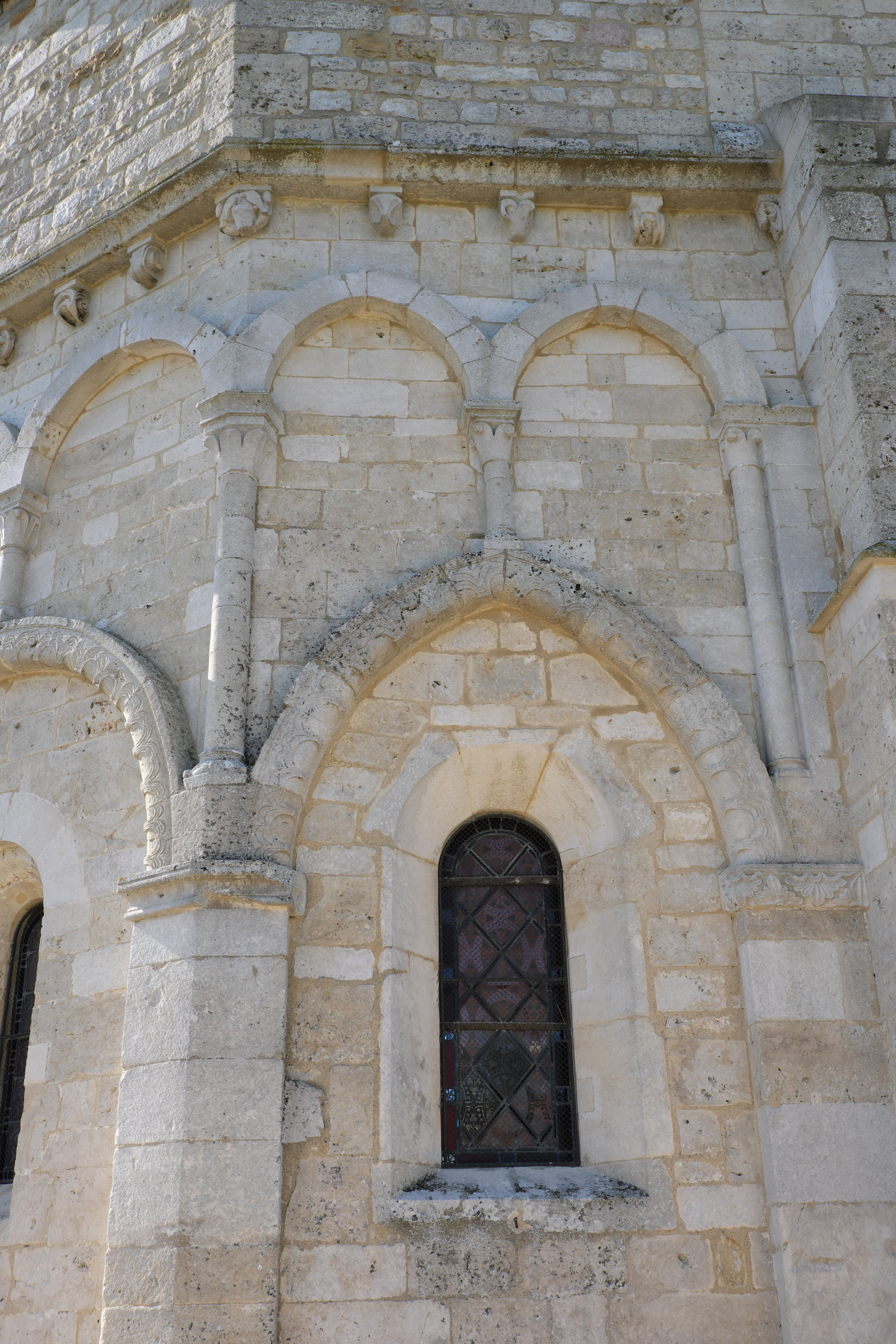
Église Saint-Rémy. Détail de l'abside.
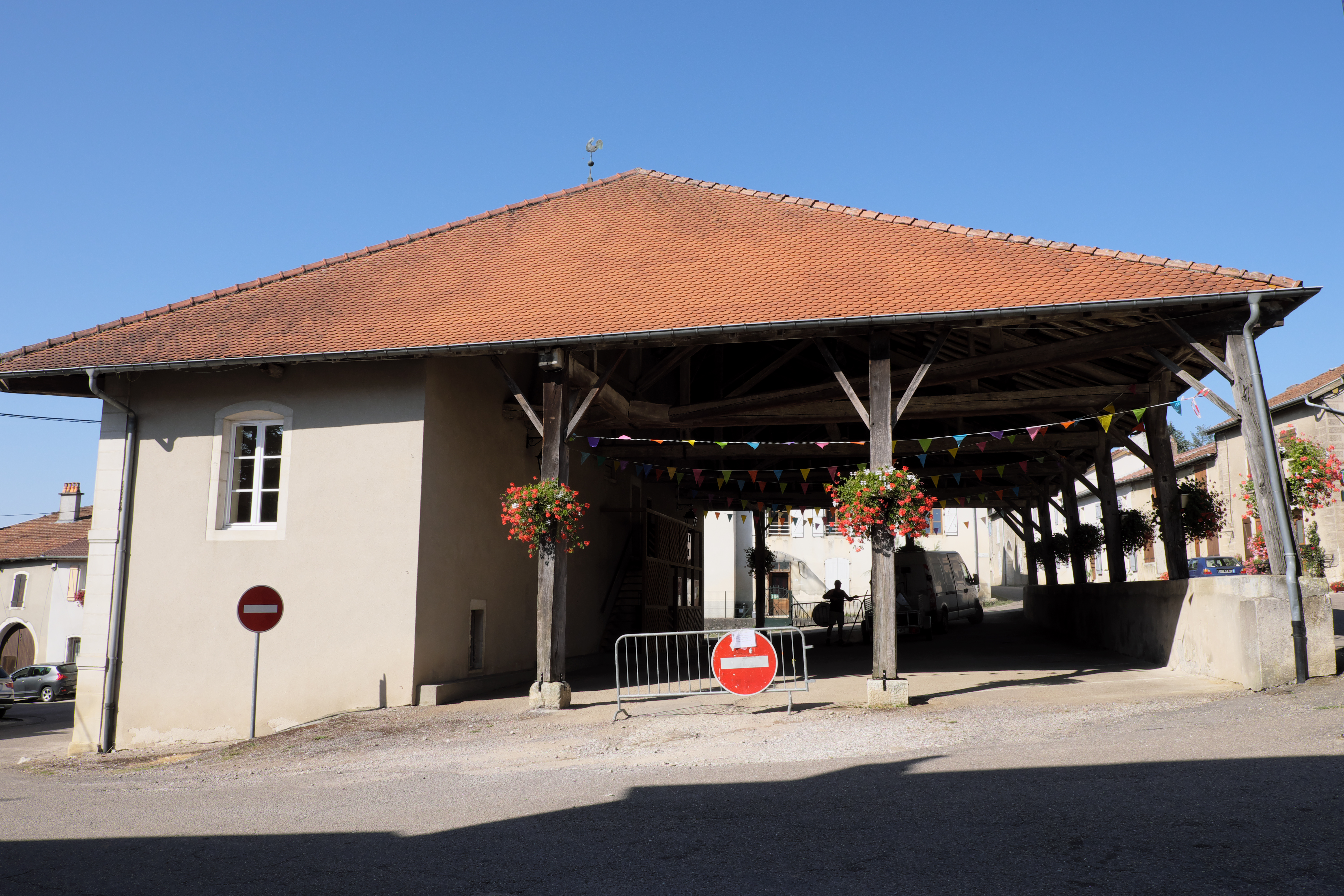
Mairie de Vicherey, avec la halle adossée, vues de l'est.

- L'église[36] est l'ancienne chapelle du château. Elle aurait été accolée au donjon[22]

Le caractère massif de son clocher et la hauteur de la toiture de la nef donnent à cette église un aspect imposant.
Construite en belle pierre calcaire, elle se compose de quatre travées de nef, sans bas-côtés, sur la plus occidentale desquelles s'élève le clocher, d'une travée de choeur un peu plus étroite que la nef, légèrement barlongue dans le sens longitudinal, et d'une abside formée de cinq côtés d’un pentagone régulier. La troisième travée de la nef s'ouvre à droite et à gauche sur deux petites chapelles rectangulaires.
Le choeur et l’abside appartiennent à l'extrême fin de l'époque romane  : la beauté de la construction, la forme, la finesse et la netteté des profils, ne permettent pas d'en douter.  La travée de choeur est voûtée sur croisée d'ogives. Les doubleaux et les formerets sont en cintre légèrement brisé. La sculpture ornementale des chapiteaux et des impostes est à peine saillante, riche d’éléments divers mais d’une exécution peu habile. Au milieu de chacun des cinq pans de l'abside s'ouvre une fenêtre romane en plein cintre, de dimensions moyennes, largement ébrasée intérieurement et extérieurement.
À l'extérieur, les murs latéraux de choeur sont entièrement nus. En revanche la décoration extérieure sculptée de l’abside est d'une certaine richesse, probablement unique en Lorraine. Elle comprend deux arcatures superposées faisant saillie sur le nu du mur. L'arcade inférieure comporte sur chacun des pans de l'abside chapiteau une seule arcade en plein cintre, richement sculptée, percée d’une fenêtre. Les retombées se font sur de larges piédroits rectangulaires, couverts d'ornements sculptés. L’arcade supérieure comprend un nombre double d'arcs, deux sur chaque pan de l'abside.
L'abside est couronnée par une belle corniche profilée en doucine, supportée par une série de modillons sculptés  : un homme sonnant de la trompe ; un chien ; une tête de bœuf ; une tête de bélier ; une tête de porc ; une tête de veau tirant la langue ; une tête d'animal fantastique ; deux personnages sortant de la gueule d'une tête d'animal monstrueux ; un groupe de grelots, etc.
Le clocher s'élève sur la travée la plus occidentale de la nef, dont il occupe toute la surface. C'est une grosse tour rectangulaire, sensiblement barlongue dans le sens transversal (9 m x 7 m hors œuvre), qui doit remonter à peu près à la même époque que le choeur et l'abside mais qui a reçu, avec le temps, d'assez profonds remaniements. Extérieurement, cette tour est entièrement nue, sauf quelques petites fenêtres romanes. Des retraits du mur la divise en quatre étages. Des contreforts ont été ajoutès ultérieurement.
Dans leur état actuel, les trois travées de nef qui séparent le choeur de la tour occidentale sont d'un style gothique flamboyant qui n'est pas antérieur au XVe siècle.
Certains éléments sont remarquables comme l'abside extérieure à double archivolte cintrée et ogivale, surmontée d'une corniche supportée par des modillons extrêmement curieux, mélangeant des figures humaines monstrueuses à un bestiaire fantastique. L'ensemble est classé Monument Historique par arrêté du 4 février 1943, ainsi qu'un important mobilier intérieur :
* statue Vierge à l'Enfant .
* statue Saint Sébastien.
* statue Saint Jean-Baptiste.
* statue Vierge de Pitié.
* statue Sainte Barbe.
* chaire à prêcher.
À l'intérieur de l'église est présentée une œuvre picturale contemporaine représentant les 16 tableaux de l'Apocalypse, par le peintre Philippe de Belly.
- La trace des fossés persiste, un pan de muraille soutient encore l'ancienne cour du château au sud, un reste d'enceinte et d'une tour du château est partiellement dégagé.
- La salle de justice où François de Neufchâteau exerça ses fonctions de juge de paix.
- La demeure très transformée où sa seconde femme Marie Pommier fut assassinée en 1804, et qui appartint auparavant à Mme de La Roche-Ennor, nourrice de Louis XVI.
- Halles en bois de la fin du XVIe siècle, sous lesquelles fut construit en 1829 l’actuel bâtiment mairie-lavoirs, unique dans les Vosges (les lavoirs ont été restaurés et réhabilités en bibliothèque) l'édifice est inscrit sur l'Inventaire supplémentaire des monuments historiques par arrêté du 18 juillet 2001[47].
- La maison seigneuriale dite « des Beaumont de Vernancourt », du nom de la famille de ses premiers propriétaires (grille d’escalier forgée dans les ateliers de Jean Lamour, haut-relief en plâtre représentant une scène champêtre au pied du château, vitraux de fenêtres)

Fenêtres à meneaux, pierres de façades sculptées...

### Personnalités liées à la commune
- Nicolas François de Neufchâteau (1750-1828), homme de lettres, homme politique et homme de science, personnalité riche et multiple. Ayant acquis un petit domaine à Vicherey, il y fut maire et juge de paix. Il repose au cimetière du Père Lachaise, dans la tombe correspondant à la concession no 28-1828, XIe division, 2e ligne, enclos Delille.
- René Martin, inspecteur d’académie et historien[48].
- Charles Étienne Rouyer (1760-1794), général des armées de la République, tombé au champ d'honneur, y est né[49].
- Philippe de Belly, qui a réalisé l'œuvre picturale contemporaine représentant les 16 tableaux de l'Apocalypse dans l'église[50].

### Héraldique
| Blason | Blasonnement : De gueules aux trois cailloux d'argent. Commentaires : Ce sont les armes du chapitre de la cathédrale de Toul, rappelant que Vicherey était le chef-lieu d’une châtellenie et d’une prévôté de l’évêché de Toul. |

## Pour approfondir